# Wahlgemeinschaft „Parteilose Volksvertreter“
Die Wahlgemeinschaft „Parteilose Volksvertreter“ war eine Wahlpartei, die bei der Landtagswahl in Tirol 1953 antrat. Mit 3,4 % gelang den Parteilosen Volksvertretern der Gewinn eines Mandates, das in der Folge Hans Plattner ausübte.

## Programm
Als "Parteilose Volksvertreter" traten bei der Landtagswahl 1953 die sogenannten „Universalisten“ an, die nach ihrem Mentor Ludwig Canal aus Imst auch als „Canalisten“ bezeichnet wurden. Canal hatte 1948 sein Werk „Universielle Politik“ veröffentlicht und gab zwischen Mai 1952 und März 1953 die Zeitschrift „Aufklärer“ heraus, in dem er sein politisches Programm propagierte. Grundlage seiner politischen Ideen waren der Kampf gegen jede behebbare Not verbunden mit einem pazifistischen Grundansatz. Des Weiteren strebten die Universalisten eine Art Weltregierung an, wobei in diese „Völkerunion“ nur jene Länder aufgenommen werden sollten, die das Selbstbestimmungsrecht der Völker achten und keine Kolonien unterhalten. Die Völkerunion sollte zudem über einen eigenen Gerichts- und Rechnungshof verfügen und die jeweiligen Regierungen der Länder sollten von Beauftragten der Völkerunion kontrolliert werden. Die Völkerunion selbst legten die Universalisten auch als wirtschaftliche Einheit mit einer einheitlichen Währung an, der Außenhandel sollten nur mit jenen Ländern erfolgen, die über eine demokratische Verfassung verfügen. Des Weiteren wurde eine Weltsprache und ein vereinfachtes Steuersystem angestrebt, die Armeen sollten auf lange Sicht abgeschafft werden. Gleichzeitig sollte die Völkerunion ihren Bürgern ein Recht auf Arbeit zugestehen.

## Landtagswahl 1953
Die Parteilosen Volksvertreter hatten bei der Nationalratswahl 1953 noch zur Wahl der Österreichischen Volkspartei oder des Verbands der Unabhängigen (VdU) aufgerufen, jedoch ein eigenes Antreten bei der Landtagswahl in Tirol angekündigt, sollte sich die Politik dieser Parteien nicht ändern. Schließlich traten die Parteilosen Volksvertreter bei der Landtagswahl selbst an, wobei sie in ihrer Zeitschrift Aufklärer vor allem gegen Parteibuchwirtschaft und Proporz auftraten. Zudem forderten die Universalisten eine Demokratisierung von Staat und Verwaltung, eine komplette NS-Amnestie und trat für parteifreie Betriebsräte und die Neutralität ein. Die Parteilosen Volksvertreter gingen schließlich eine Listenkoppelung mit der VdU ein, wobei die Parteilosen Volksvertreter in allen Wahlkreisen Nordtirols antraten, in Osttirol jedoch nicht kandidierte. 
Die Parteilosen Volksvertreter setzten sich insbesondere aus Wirtschaftstreibenden, Vertretern freier Berufe (vor allem Rechtsanwälte), Angestellten und Betriebsräten zusammen. Als Spitzenkandidat fungierte Ludwig Canal, daneben waren vor allem der Altbürgermeister von Zirl Hans Plattner, der Betriebsratsobmann Alois Kapferer und der Betriebsrat der Firma Swarowski Rudolf Mihalits von Bedeutung. mit 7.888 Stimmen bzw. 3,39 % konnten die Parteilosen Volksvertreter ein Mandat erreichen.